# Echeandia reflexa
Echeandia reflexa är en sparrisväxtart som först beskrevs av Antonio José Cavanilles, och fick sitt nu gällande namn av Joseph Nelson Rose. Echeandia reflexa ingår i släktet Echeandia och familjen sparrisväxter. Inga underarter finns listade i Catalogue of Life.